# Knorr
Pour les articles homonymes, voir Knorr (homonymie).
Knorr est une marque allemande de produits alimentaires de la société anglo-néerlandaise Unilever depuis 2000. Au Japon, la marque est détenue par Ajinomoto et en Indonésie, elle porte le nom de Royco.

## Histoire

### 1838: ouverture de la première usine à Heillbronn en Allemagne

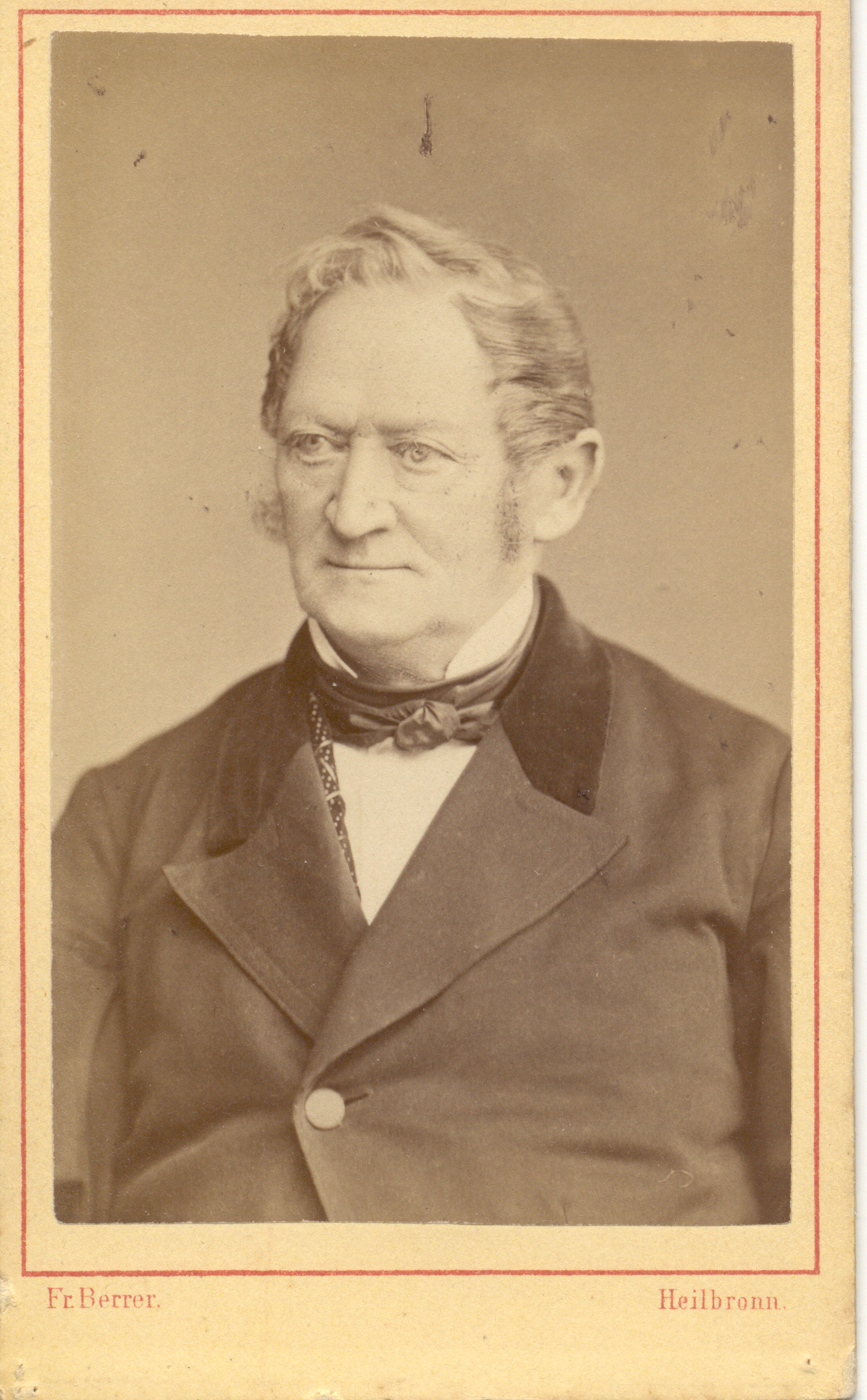
Carl Heinrich Knorr

En 1838, Carl Heinrich Knorr construit une usine à Heilbronn pour sécher et griller de la chicorée pour le marché du café ; il expérimente aussi le séchage de légumes. En 1873, l'usine commercialise sa première soupe en sachet. Le fondateur de l'entreprise Knorr décède en 1875. Dix ans plus tard, l'entreprise s'internationalise et ouvre des usines en Suisse et en Autriche. L'année suivante, les premiers « cubes » de bouillon, en portions de 100 g avec extrait de viande sont commercialisés.
En 1889, Knorr commercialise la Erbswurst, une soupe aux pois conditionnée dans un emballage en forme de saucisse, qui est une référence à l'origine allemande de la marque. Dix ans après, C. H. Knorr AG est fondé. C'est en 1912 que le premier bouillon en cube Knorr est commercialisé. Après la Seconde Guerre mondiale, en 1947, la forte demande de la part des consommateurs engendre une baisse de la qualité des produits et met l'entreprise en difficulté. La même année, Knorr lance sa mascotte officielle, Le Knorrli. En 1948, Knorr introduit l'acide glutamique, un exhausteur de goût dans ses soupes. En 1953, c’est au tour de l’Aromat, un condiment, d'être ajouté aux recettes Knorr. En 1957, les produits vedette de la marque Knorr comme les soupes ou les bouillons sont vendus dans huit pays.

### 1958: rachat par l'américain Bestfoods puis Unilever
En 1958, l'entreprise Knorr est rachetée par l'Américain Bestfoods. En 1960, Knorr introduit en Suisse la purée de pommes de terre en poudre, Stocki, qui est un véritable succès. Les années suivantes, l'entreprise poursuit le développement de sa gamme de produits avec les Spaghetteria, des plats préparés. En 2000, Knorr passe sous le contrôle d'Unilever lorsque celle-ci rachète Bestfoods et voit ses produits se vendre dans 90 pays. En 2002, Knorr développe sa gamme de produits surgelés.
En 2008, ce sont les bouillons gélifiés qui font leur apparition sur le marché. Depuis le rachat par Unilever, la marque Knorr s'oriente vers une démarche bio.

### 2021: annonce de la fermeture de l'usine française de Duppigheim
Le 25 mars 2021, le groupe Unilever annonce qu’il va fermer avant la fin de l’année son usine de Duppigheim, qui emploie 261 salariés, en raison de la chute de sa production de soupes et de sauces, liée à une forte baisse des ventes. Unilever venait pourtant d'annoncer quelques semaines plus tôt un bénéfice net total de 6,1 milliards d'euros en 2020, dont 4,3 milliards ont été reversés aux actionnaires sous forme de dividendes. Le groupe souhaite continuer à vendre en France sans produire sur le territoire.
Début août 2021, l'annonce de la signature du PSE concernant les 261 employés du site créé de la déception pour les salariés qui repartent avec des indemnités bien inférieures à ce qu'ils avaient espéré.

### Historique des logos

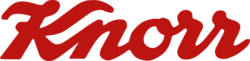
Logo de Knorr de 1838 au 1er décembre 1988.
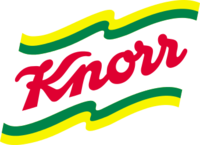
Logo de Knorr du 1er décembre 1988 au 19 janvier 2004.
Logo de Knorr du 19 janvier 2004 au 4 mars 2019.
Logo de Knorr depuis 4 mars 2019.

## La mascotte
Le Knorrli, petit bonhomme rouge.